# Jeffry Wyatville
Sir Jeffry Wyatville (* 3. August 1766 in Burton upon Trent, England; † 18. Februar 1840 in Windsor Castle, England) war ein englischer Architekt und Gartengestalter. Geboren wurde er als Jeffry Wyatt in eine etablierte Architektendynastie. Er änderte 1824 seinen Namen mit Erlaubnis von König Georg IV. in Wyatville (häufig fälschlich Wyattville). Wyattville ist hauptsächlich dafür bekannt, Umbauten und Erweiterungen an Chatsworth House und Windsor Castle vorgenommen zu haben.

## Leben
Jeffry Wyatt wurde am 8. August 1766 in Burton upon Trent geboren, als erstes überlebendes Kind von Joseph (1739–1785) und Myrtilla Wyatt, die kurz nach Jeffrys Geburt starb. Er wurde in der Grammar School in Burton upon Trent ausgebildet. Kurz nach dem Tod seines Vaters begann Wyatville seine architektonische Ausbildung im Betrieb des Onkels Samuel Wyatt. Er blieb bis 1792 in den Midlands, dann zog er zu seinem Onkel James Wyatt in die Queen Anne Street London um. Er vollendete später Ashridge House in Hertfordshire nach dem Tod seines Onkels James in 1813. Wyatville schickte von 1786 bis 1822 jedes Jahr (später seltener) Entwürfe zur Royal Academy. Es gibt keinen Hinweis darauf, dass Wyatville zu Ausbildungszwecken im Ausland war, was möglicherweise mit den Napoleonischen Kriegen in Verbindung steht. Wyatville wurde zum assoziierten Mitglied in der Royal Academy am 4. November 1822 gewählt. Am 10. Februar 1824 wurde er zum Mitglied der Royal Academie gewählt. Sein Aufnahmestück war ein unausgeführter Entwurf für Brocklesby Hall.
Sein größter Auftrag, der Umbau von Windsor Castle, begann in 1824, als das Parlament £ 300,000 zu diesem Zweck freigab. Die endgültigen Kosten beliefen sich auf über £1,000,000 (ein Viertel davon betraf die Ausstattung). Ein Wettbewerb wurde zwischen vier eingeladenen Architekten ausgetragen: Wyatville, Robert Smirke, John Nash und John Soane. Die Architekten mit Ausnahme von Soane, der seine Teilnahme zurückzog, reichten ihre Entwürfe ein. Im Juni wurde Wyatville zum Gewinner erklärt. Der Grundstein wurde am 12. August durch König Georg IV. gelegt. Dort entstand die Georg IV.-Toreinfahrt. Wyatville residierte von da an in Winchester Tower im Schloss und nutzte diesen bis zu seinem Tod. Während seiner Zeit in Windsor entwarf er zudem auch Golden Grove in Llandeilo in Carmarthenshire für John Campbell, 1. Earl Cawdor, vollendet in 1834, sowie Lilleshall Hall in Shropshire für George Leveson-Gower, ersten Duke of Sutherland, das in 1829 vollendet wurde.

Er wurde von Georg IV. in 1828 zum Ritter geschlagen und in der St. George's Chapel in Windsor Castle am 25. Februar 1840 beigesetzt. Sein Grabstein befindet sich in der nord-östlichen Ecke hinter dem Hochaltar und birgt folgende Inschrift: 

In the vault beneath are deposited the remains of Sir Jeffry Wyatville R.A. under whose direction the new construction and restoration of the ancient and royal castle of Windsor were carried out during the reigns of George the 4th William the 4th and of Her Majesty Queen Victoria he died February 18th A.D. 1840 in the 74th year of his age.
Unter diesem Gewölbe wurden die sterblichen Überreste von Sir Jeffry Wyatville R.A. niedergelegt unter dessen Leitung die neue Konstruktion und Restauration des alten und königlichen Schlosses Windsor durchgeführt wurden unter der Regentschaft von Georg dem Vierten und William dem Vierten und seiner Majestät Queen Victoria er starb am 18. Februar A.D. 1840 in seinem 74st. Lebensjahr.

## Liste der Werke
Seine Entwürfe fanden Verwendung in:
- Gresford Lodge, Denbighshire, zugeschrieben, neues Haus (c.1790)
- Sydney, zugeschrieben, vorgefertigtes Hospital (1790) abgerissen
- Wherstead Lodge, Wherstead, Suffolk, zugeschrieben, neues Haus (1792)
- Hyde Park, London, Vorschlag für die Eingangslodge (1794)
- Bladon Castle, Staffordshire (c.1799)
- Landhaus, Brixton, Devon (c.1799)
- Hilfield Castle, Hertfordshire, neues Haus (c.1799)
- Woolley Park, Berkshire, Umbauten (c.1799)
- Corsham Court, Wiltshire, nicht genauer bekannte Arbeiten (c.1800)
- Slane, County Meath, Ireland, Entwurf für das Markthaus (c.1800)
- Wynnstay, Denbighshire, Ehrenmal (c.1800–12)
- Longleat, Wiltshire, neue Stallungen, Orangerie, Horningsham Lodge und Umbauten im Inneren (1800–1811), Entwürfe für den oberen Speisesaal und Salon (1829–30) nur das große Treppenhaus, die grüne Bibliothek und einige weiße Kaminstücke aus Marmor überdauerten die Umformung der Staatsräume durch John Dibblee Crace in den 1870er und 1880er Jahren
- Wollaton Hall, Nottingham, Inneneinrichtung (c.1801) und (1823) neue Lodges und (1832)
- Burley-on-the-Hill, House, Rutland, Entwurf der Terrasse (1801)
- 24 Hertford Street, Mayfair, London, Umbauten (1802) abgerissen
- 49 (heute 39) Lower Brook Street, Mayfair, London, Umformung (1802), (1821) & (1823), hier war Wyatvilles Büro und Wohnung
- Nonsuch Park, Surrey, neues Haus und Lodge (1802)
- Greatham Hospital, County Durham, neues Gebäude (1803)
- Hyde Hall, Hertfordshire, Umformung und Erweiterung des Hause und Anbau eines neuen Torhauses (1803)
- Holland House, London, Vorschlag für Umbauten (1804)
- Browsholme Hall, Lancashire, Dekoration der neuen Galerie (1806)
- Roche Court, Hampshire, neue Lodge (1808)
- Rood Ashton House, Wiltshire, Anbauten und Umformung (1808) abgerissen
- Thurland Castle, Lancashire (c.1809) Restaurierungen und Zusätze (c.1809)
- Badminton House, Gloucestershire, Umbauten, einschließlich der Bibliothek, des Zeichenraumes, des Treppenhauses und des Konservatoriums (1809–13)
- Belton House, Lincolnshire, Umbauten, neue Molkerei, Orangerie, Brauhaus und Cottages (1809–20)
- St George's Church, Everton, Liverpool, hinzugezogen wegen Problemen mit dem Turm (1809)
- 29 Grosvenor Square, London, Umbauten (1809) abgerissen
- Hayne Manor, Devon, zugeschriebene Umbauten (c.1810)
- Entwürfe für ein Schulhaus, Milton Abbot, Devon (c.1810)
- Tollgate House, Mitchel Troy (c.1810)[17]
- Endsleigh Cottage, Devon, ein cottage orné, Möbel und Gebäude des Anwesens (1810)
- Lypiatt Park, Gloucestershire, zugeschriebene Umbauten (1810)
- Bretby Hall, Derbyshire (c.1812)
- Bulstrode Park, Buckinghamshire, Entwürfe für die Vervollständigung des Gebäudes, nicht ausgeführt (1812)
- Dinton Park, Wiltshire, neues Haus (1812–17) umbenannt in Philipps House in 1916
- Towneley Park, Lancashire, Umbauten des Hauses (1812)
- Stubton Hall, Stubton, Lincolnshire, Umformung des Hauses und neues Konservatorium (1813)
- Ashridge, Hertfordshire, entworfen von seinem Onkel James Wyatt, der in 1813 starb, sodass er das Gebäude inklusive des Bridgewater Monument fertigstellte (c.1814–1839)
- Cassiobury House, Hertfordshire Umbauten des Hauses (c.1814) abgerissen
- Hinton House, Yeovil, Somerset, Anbauten des Hauses (c.1814)

- St John the Baptist Church (Frome), Somerset, forecourt screen (1814)
- Langold Park, Yorkshire, neues Haus (1814) abgerissen
- Teddesley Hall, Staffordshire, Umbauten und Zusätze (1814)
- Thoresby Hall, Nottinghamshire, Umbauten und Zusätze (1814), wieder aufgebaut durch Anthony Salvin
- Allendale House, Wimborne Minster, Dorset, neues Haus (c.1815)
- Bretton Hall, West Yorkshire, Zusätze, Camellia House und Gebäude des Anwesens (c.1815)
- Denford Park, Berkshire, neues Haus (c.1815)
- Trebartha House, Cornwall, Zusätze und Umbauten (1815)
- Aussegnungshalle, St Peter and St Paul's Church, Belton, South Kesteven, Lincolnshire (1816)
- 6 Grosvenor Square, London, Umbauten (1816) abgerissen
- Woburn Abbey, Bedfordshire, Umbauten der Skulpturengalerie (1816) und des Botanischen Hauses (1836)
- Brancepeth Castle, County Durham, zugeschrieben, Umbauten (c.1817)
- Hampton Court, Herefordshire, zugeschrieben, Umbauten des Hauses (c.1817)
- Banner Cross Hall, Sheffield, Yorkshire, neues Haus (1817–21)
- Entwurf für St Ann's Cliff, Buxton, Derbyshire (c.1818)
- Chatsworth House, Derbyshire, Umbauten des Hauses inklusive der Bibliothek und Anbau des Nordflügels mit großen Speisesaal, der Skulpturengalerie, Orangerie, Theater, Schlafzimmer, Küche und Dienstbotenzimmer, Lodges und andere Gebäude auf dem Anwesen (1818–40)
- Gopsall Hall, Leicestershire, Umbauten des Hauses und neuer Eingangsbereich (1819)
- Church of St. Peter and St. Paul, Little Gaddesden, Hertfordshire, Anbauten (1819) und (1830)
- Restaurierung der Church of St Peter, Great Berkhamsted (c.1820)[18]
- Bishop's Wood House, Hertfordshire, zugeschrieben (c.1820)
- Claverton Manor, nr. Bath, Somerset, neues Haus (c.1820)
- Raglan Castle, Monmouthshire, hinzugezogen wegen einer möglichen Restaurierung (c.1820)
- Firbeck Hall, Yorkshire, zugeschrieben, neuer Entwurf des Hauses (c.1820)
- Brocklesby Hall, Lincolnshire, Entwurf für ein neues Haus, nicht ausgeführt (1820)
- Woolley Park, Yorkshire, neue Lodges und Toreinfahrt (1820)
- Trebursey House, Cornwall, neues Haus (c.1821)
- Orchardleigh House, Somerset, Entwurf für eine Umformung des Hauses (vor-1821)
- St Michael's Church, Marbury, Cheshire, Restaurierung (1821)
- Sidney Sussex College, Cambridge Umbauten und Anbauten (1821)
- Tissington Hall, Derbyshire, Entwurf für Umbauten (1821)
- Tottenham House, Wiltshire, Umbauten und Zusätze (1821)
- San Souci, Dorset, Konservatorum (c.1822)
- Whiteley Wood Hall, Yorkshire, Zusätze (c.1822) abgerissen
- 1 Cavendish Square, London, vorgeschlagene Umbauten (1823)
- Gotisches Haus, Bad Homburg, zugeschrieben von Friedrich Lotz (1823)[19]
- The White House, Charmouth Dorset
- Windsor Castle Zusätze, Windsor, Berkshire (1823–40): Dach des großen Eingangs (1827),  Dach des St. George's Gateway (1829), König George IV Gateway (1838), südlicher Mauerturm auf der Südterrasse (1834), St. George's Hall (c.1827), Queen's Throne Room (1834), Brunswick Tower (1825–34), Chester Tower (1834), Clarence and Victoria Towers (1834), Cornwall Tower (1827), Dining Room Tower (1824), King George IV Tower (1832), Lancaster Tower (1825), Library Tower (1825–26), Octagon Tower (1826), South-East Tower (1829), York Tower (1826), Round Tower (1828–40), North Corridor and Front (1826), the Waterloo Chamber (1830–31), Private Apartements (1823–32), Königlicher Stall und Reithaus (1839), Vordach zu königlichen Kirchenbänken, St. George's Chapel, Restaurierung des Garter Chapter House (heute Albert Memorial Chapel), in Home Park, Windsor:
- Adelaide Cottage (1830–1), Gardener's Cottage, Gate Lodge (post 1830);
- Cumberland Lodge, Anbauten (c.1828), Fishing Pavilion (1825);
- Fort Belvedere, Surrey, Anbauten (1827);
- Royal Lodge, Anbauten (1823–30);
- Royal Chapel of All Saints (1825),[20]
- Sockel für die Statue von George III in Snow Hill (1829);
- Virginia Water, Tempel des Augustus, erbaut mit antiken Architekturfragmenten von Leptis Magna (1826–29), Brücke (1825);
- Chillingham Castle, Northumberland, Umbauten und neue Lodge (c.1824)
- House, Hastings, Umbauten (c.1824)
- Hengrave Hall, Suffolk, vorgeschlagene Umbauten (c.1824)
- Lilleshall Hall, Shropshire, neues Haus (c.1824)
- Bedford Lodge, Campden Hill, London, Umbauten und Anbauten (c.1824)
- 74 Grosvenor Square, London, Umbauten (c.1824) abgerissen
- Renishaw Hall, Derbyshire, Pläne für einen neuen Dienstbotenflügel (c.1824)
- Somerhill, Kent, Umbauten (c.1824)
- Yester House, Haddingtonshire, Lodge des Wildhüters (c.1824)
- Oakley Park, Duffolk, Entwurf für den Wiederaufbau des Hauses (c.1825), abgerissen 1922–23
- 2 Cavendish Square, London, vorgeschlagene Umbauten(1825)
- Golden Grove, Carmarthenshire, neues Haus (1826–31)
- Holly Grove Lodge, Highgate, London, vorgeschlagene Umbauten (1826)
- Welbeck Abbey, Nottinghamshire, hinzugezogen wegen Umbauten (1826)
- Wilton House, Wiltshire, vorgeschlagene Umbauten (1826)
- Eastbury House, Surrey, Anbauten (vor-1830)
- Palace of Westminster, London konsultiert wegen Verbesserungen (1831) & (1833)
- Entwürfe für Schloss Altenstein in der Nähe von Bad Liebenstein in Thüringen, Deutschland, für Bernhard II. (1833–34)
- St. James's Palace, London, verschiedene Pläne für Umbauten, keine umgesetzt (1831–35)
- Kensington Palace, London, Umbauten (1832) & (1839)
- Stackpole Court, Pembrokeshire, neue Brücke (1835)
- Cobham Hall, Kent, zugeschrieben, Umbauten zum Haus (c.1835)
- Shobdon Court, Shobdon, Herefordshire, Umbauten (1835) abgerissen
- Lexham Hall, Norfolk, Zusätze (c.1836)
- Cadland House, Hampshire, Umformung (1836)
- Royal Botanic Gardens, Kew, König Wiliams Tempel (1836) Vorschläge für den Bau von Palmenhäusern und Umbauten von Kew Palace
- Haus, Bushy Park, London für Adelheid von Sachsen-Meiningen, (c.1837)
- Entwürfe für eine Villa in Meiningen für Bernhard II. (1837)
- Konsultiert wegen des Schlosses Landsberg in Meiningen, Thüringen, durch Bernhard II. (1837)
- Drumlanrig Castle, Dumfries, Umbauten (1840)

## Galerie der Werke

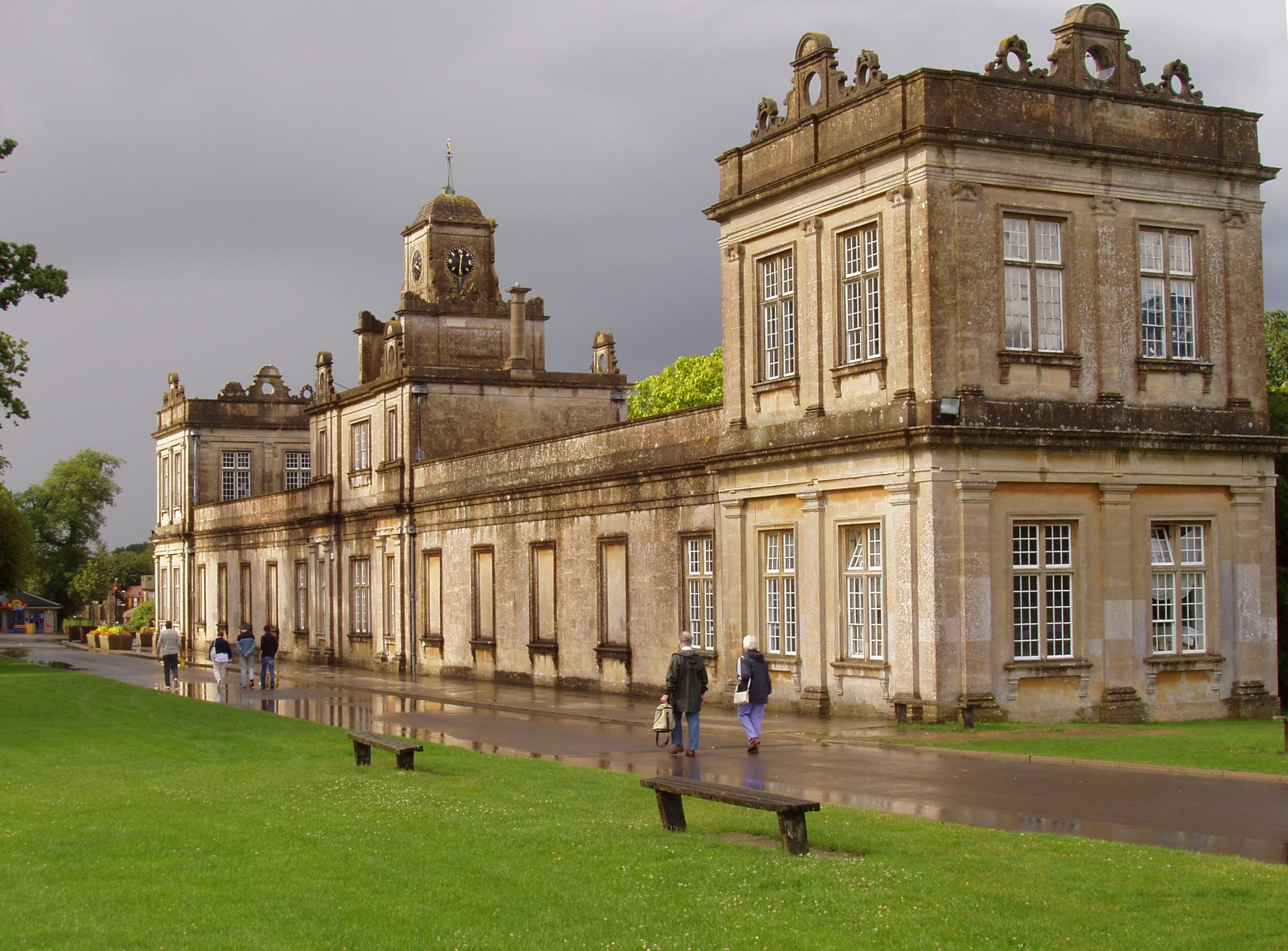
Stallungen, Longleat, Wiltshire (1806–13)
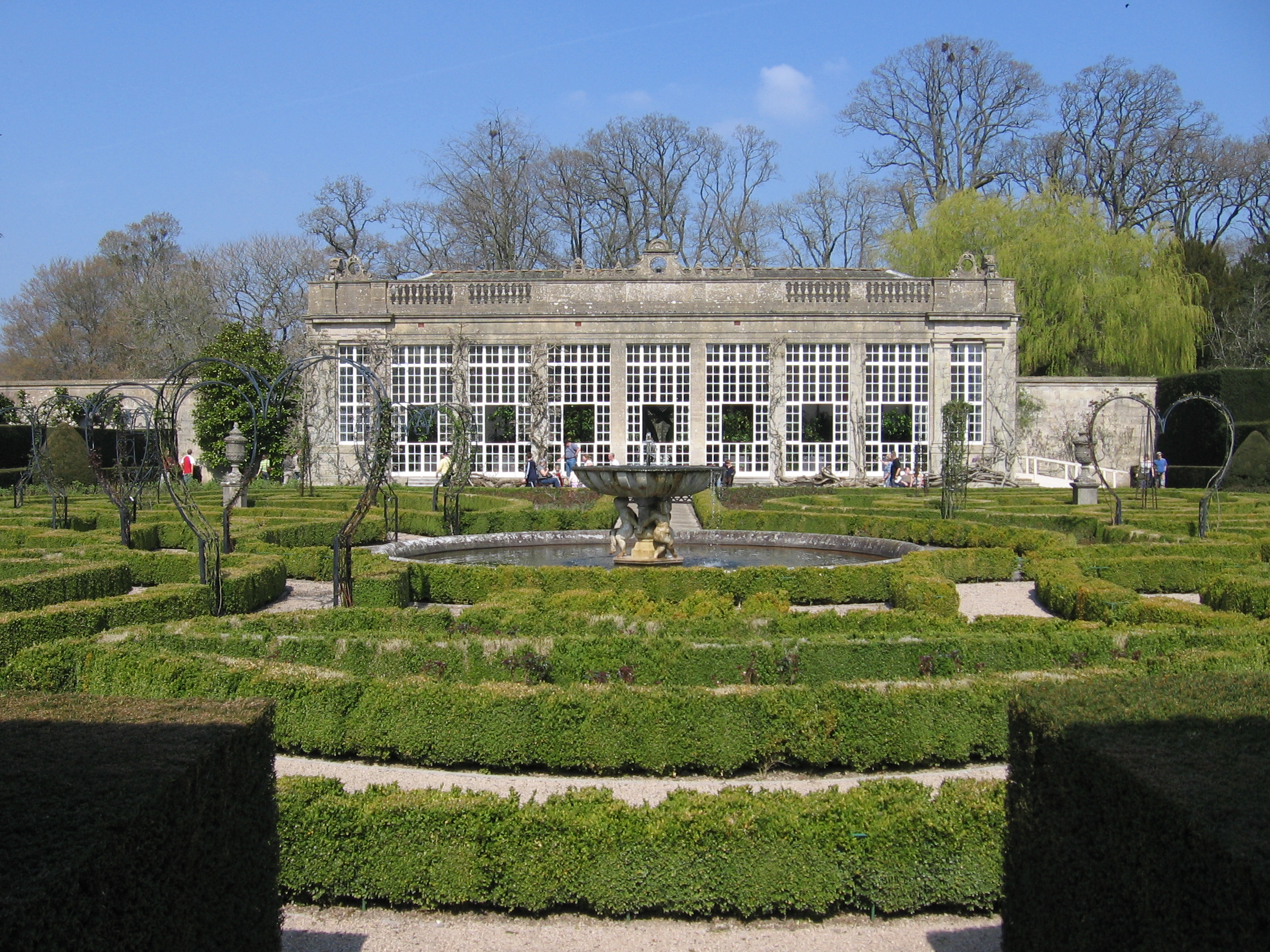
Orangerie, Longleat, Wiltshire (1806–13)
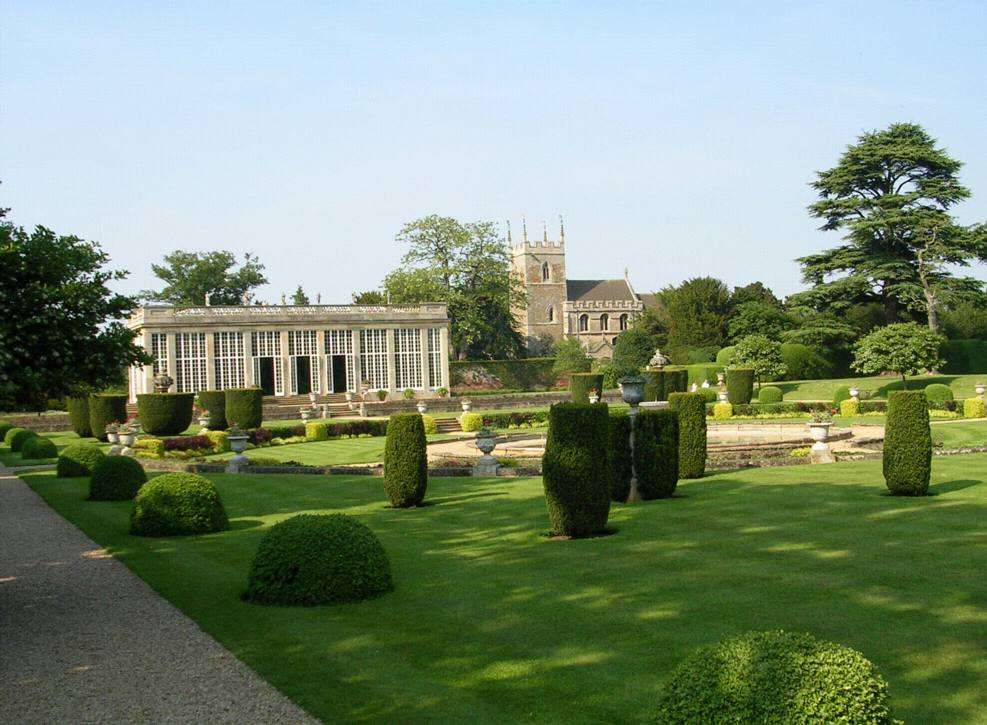
Orangerie, Belton House, Lincolnshire (c.1810)
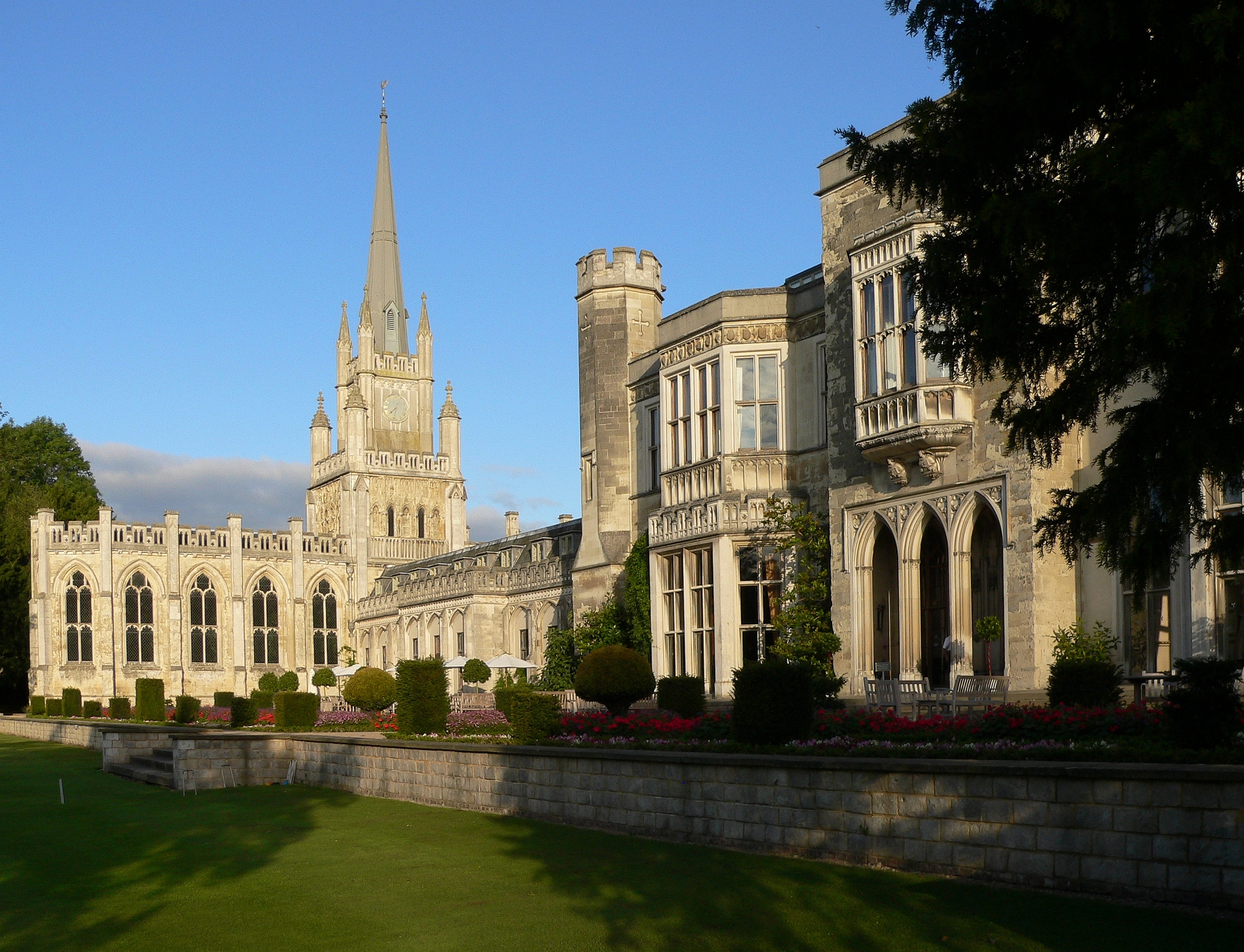
Fertigstellung von Ashridge House, Hertfordshire, nachdem der Architekt James Wyatt starb, (c. 1814–17)
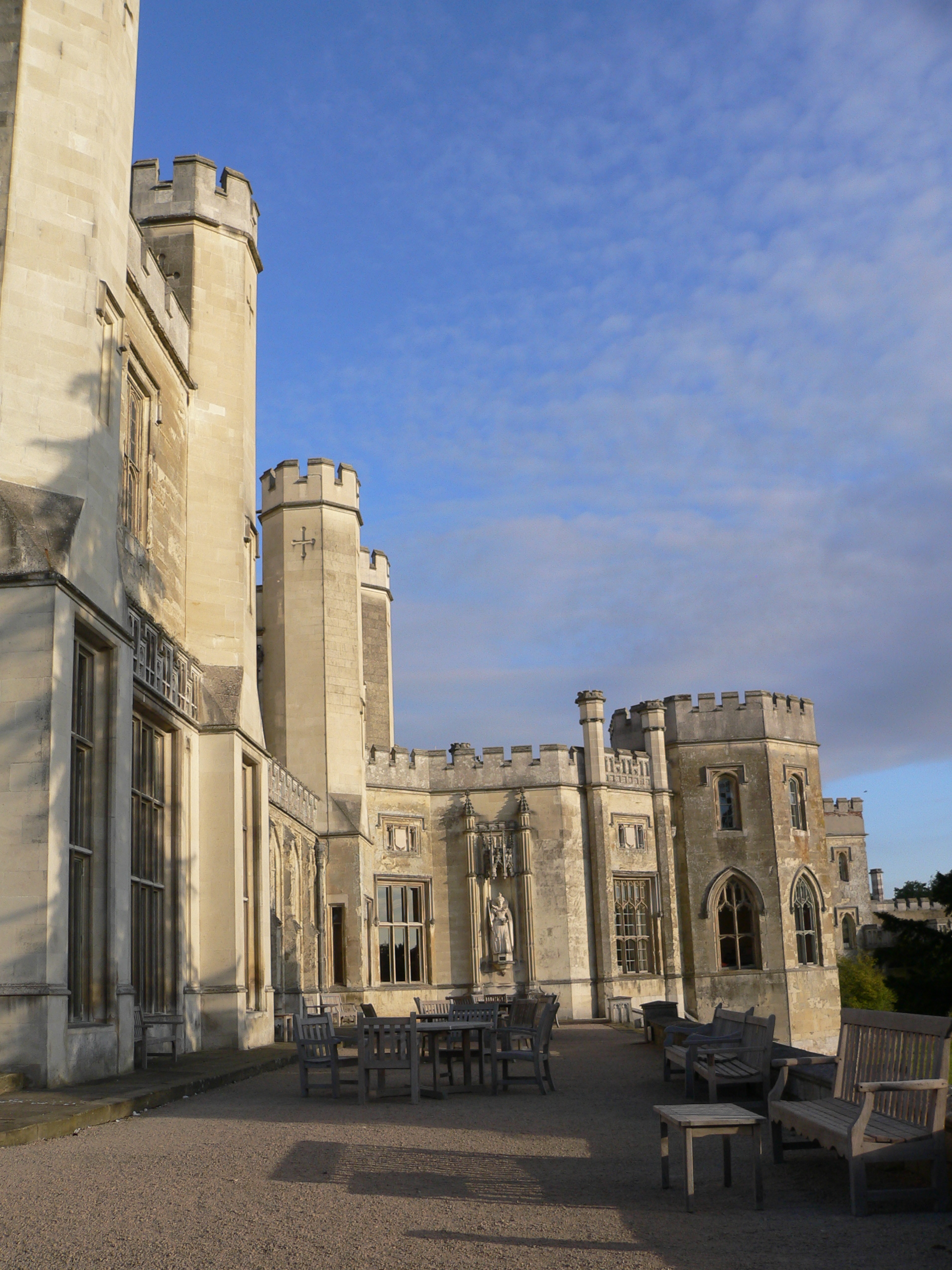
Ashridge House, Hertfordshire, Flügel auf der rechten Seite von Wyatville
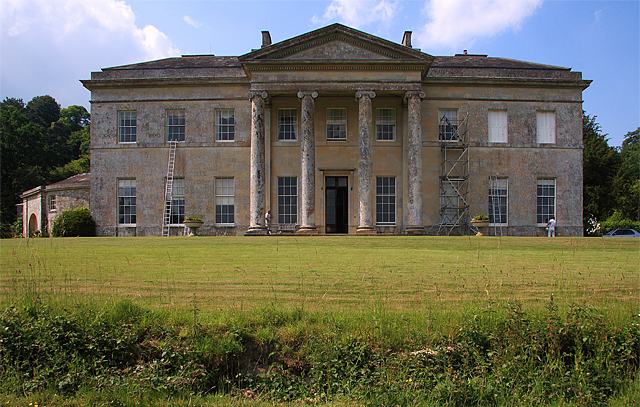
Südfront, Phillips House, Dinton, Wiltshire (1814–17)
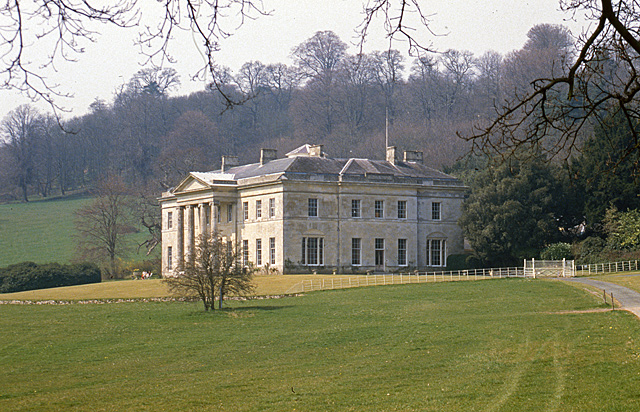
Von der Süd-Ost-Seite, Phillips House, Dinton, Wiltshire (1814–17)
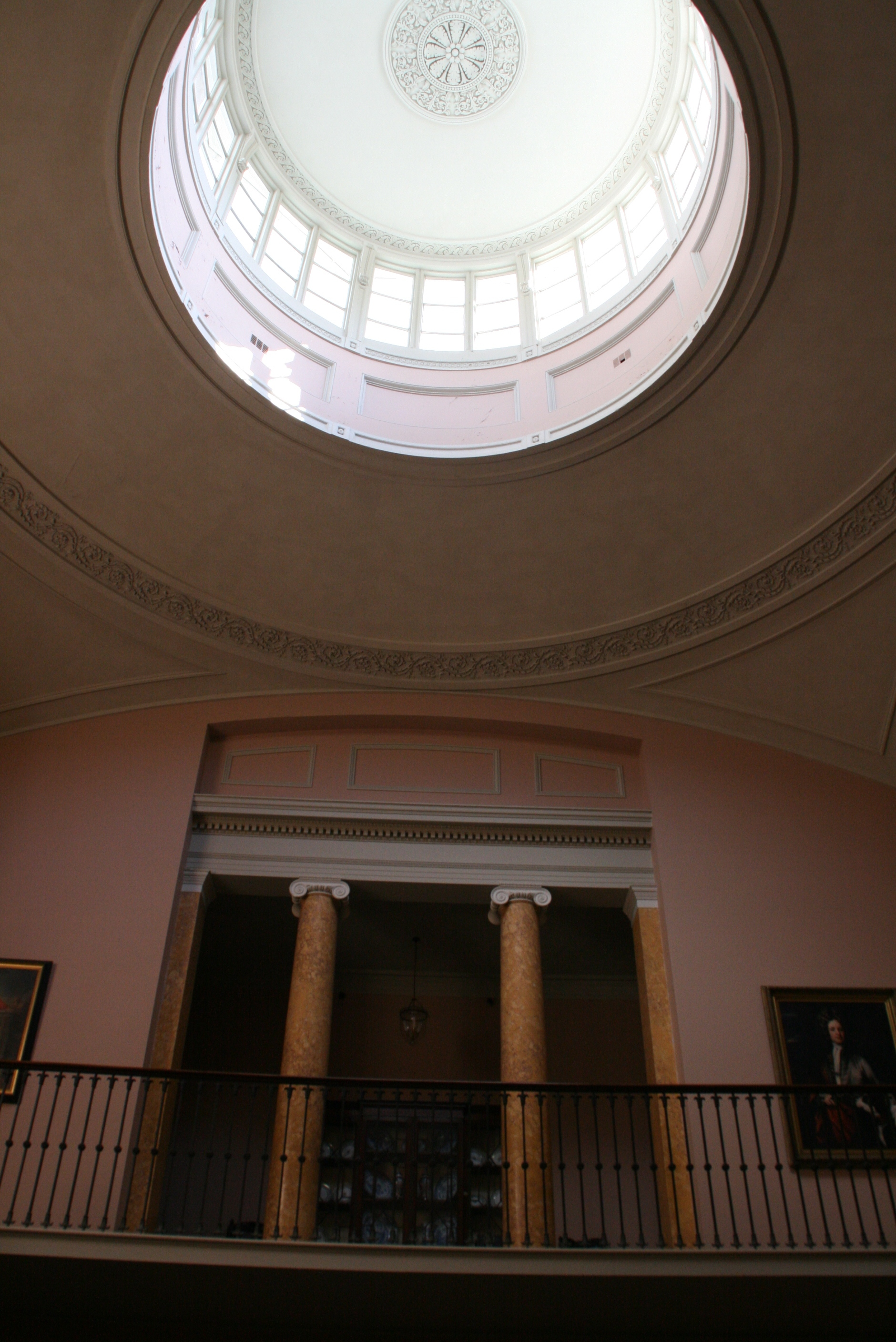
Great Hall, Phillips House, Dinton, Wiltshire (1814–17)
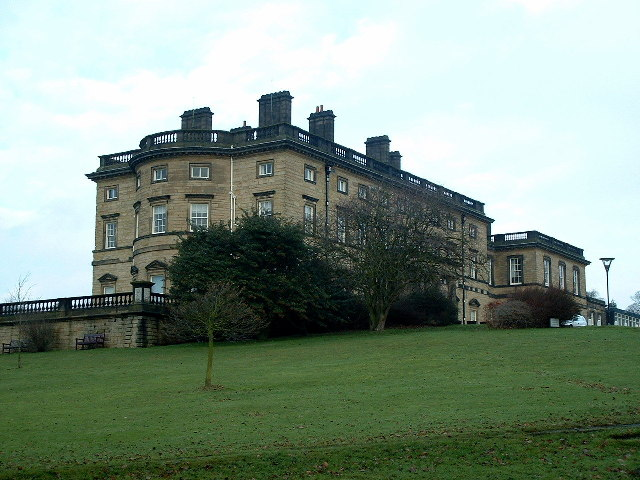
Bretton Hall, Yorkshire umgestaltet (c.1815)
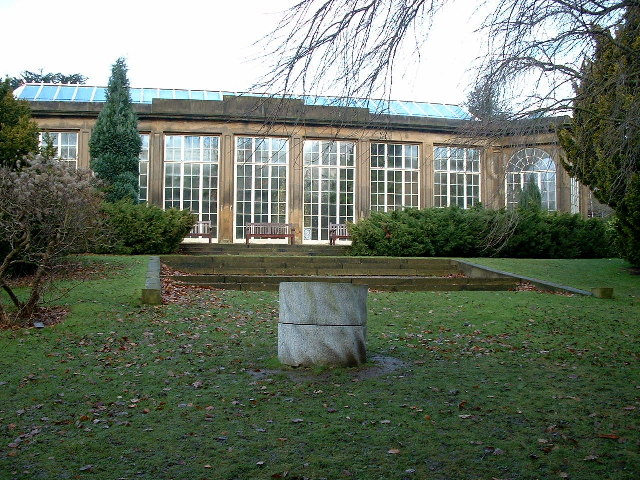
Camellia House, Bretton Hall, Yorkshire (c.1815)
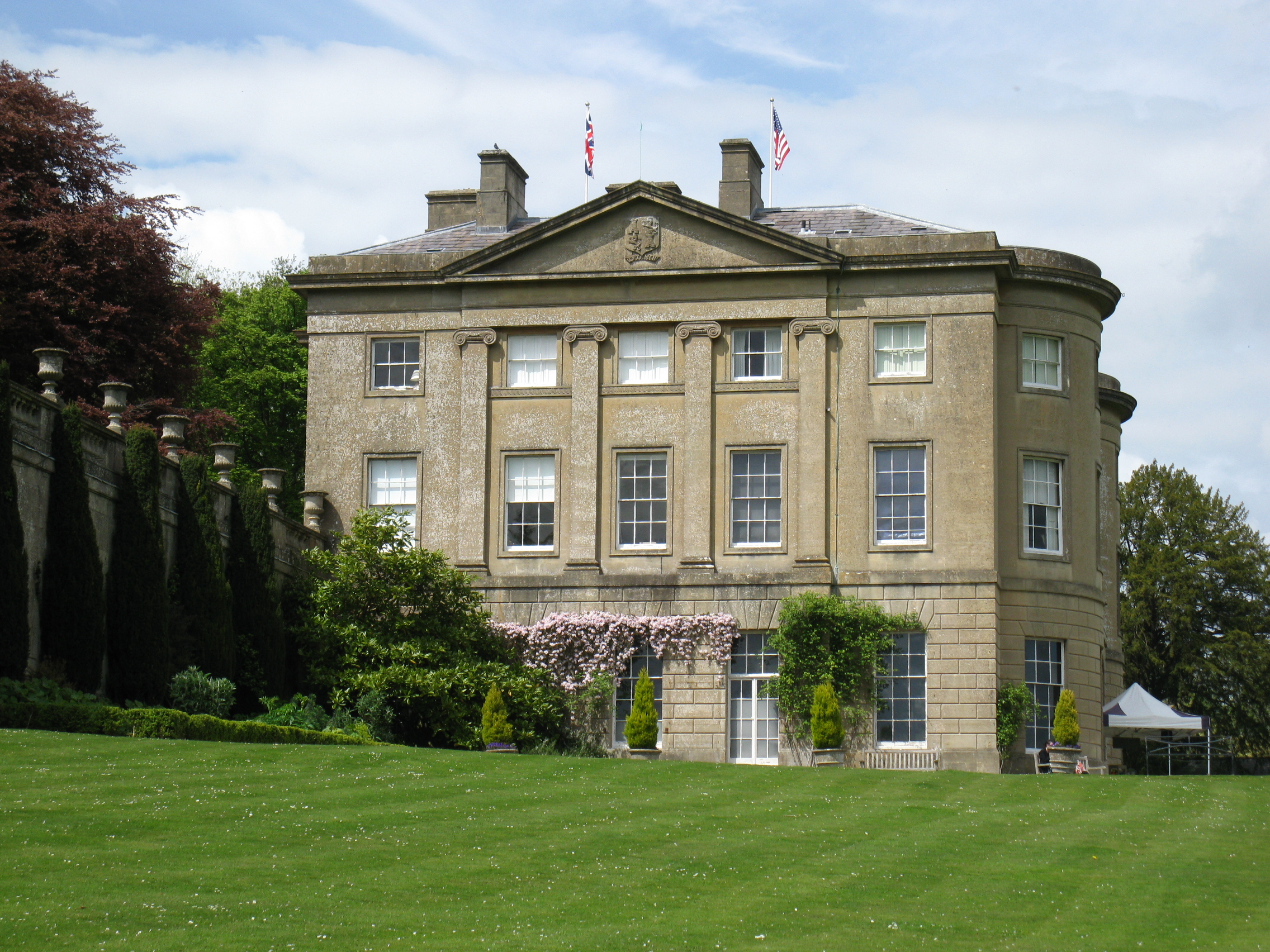
Claverton Manor, in der Nähe von Bath, Somerset (1820)
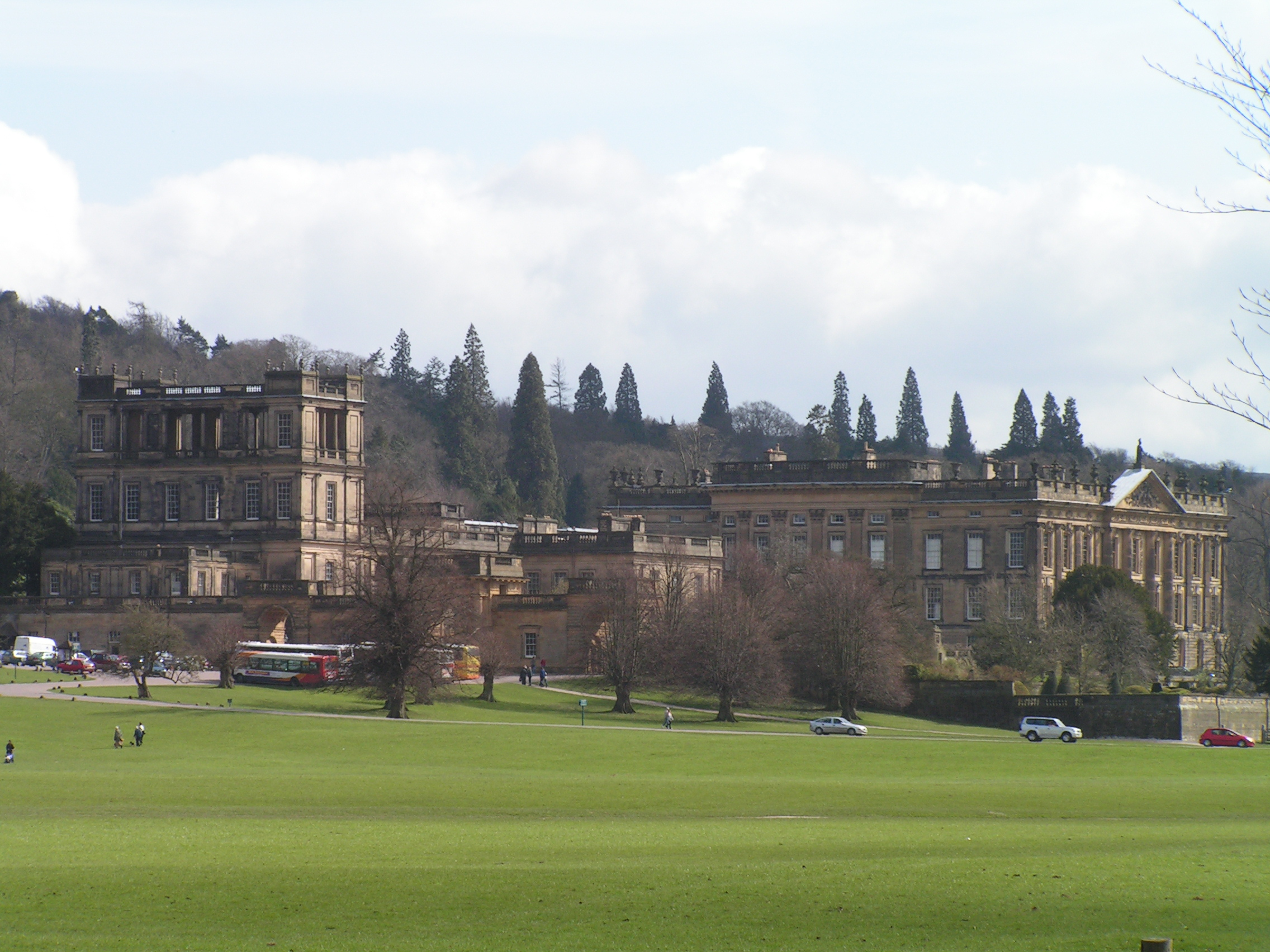
Nördlicher Flügel (links), Chatsworth House, Derbyshire (1820–41)
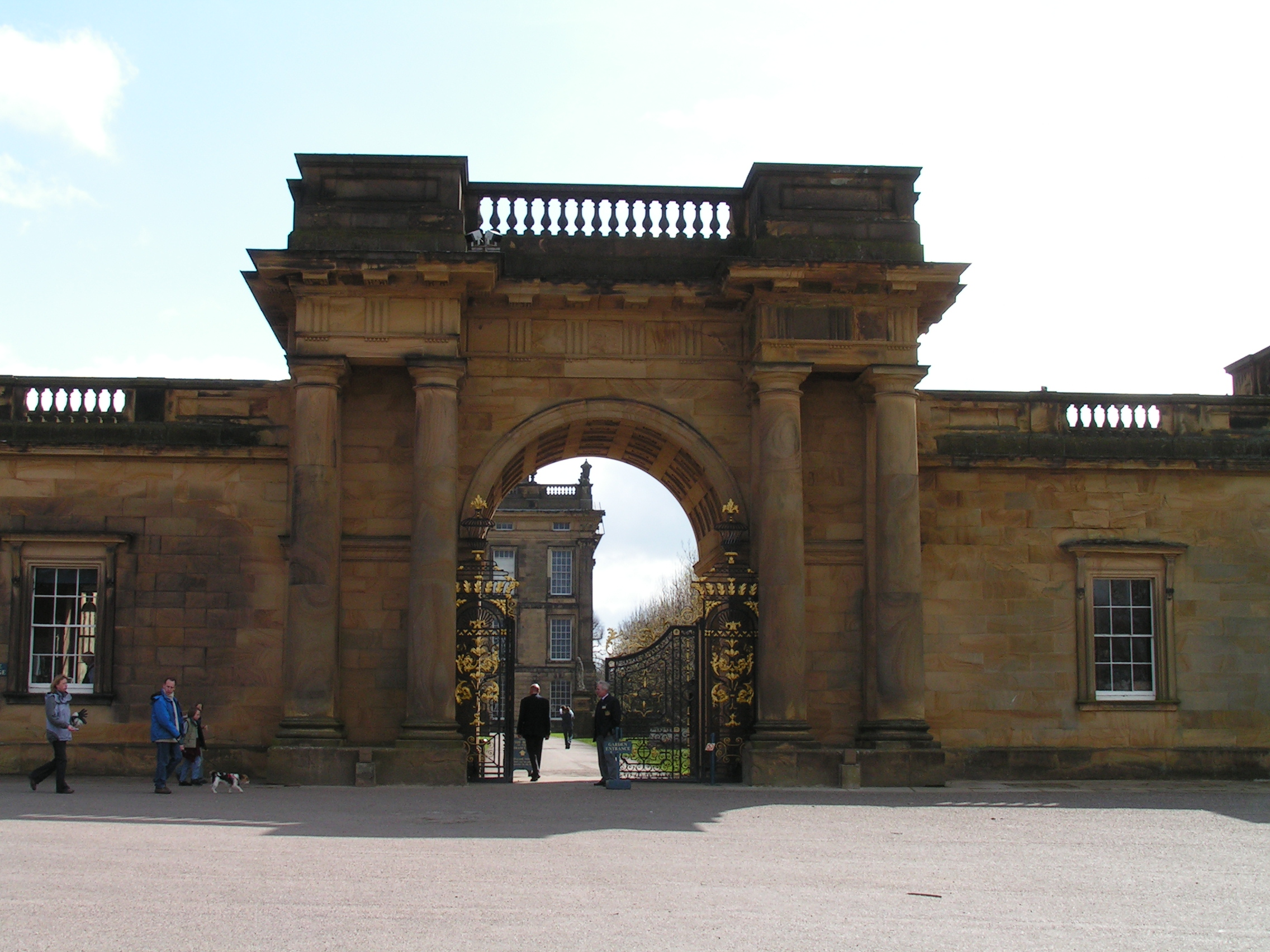
Eingangsbogen, Chatsworth House, Derbyshire (1820–41)
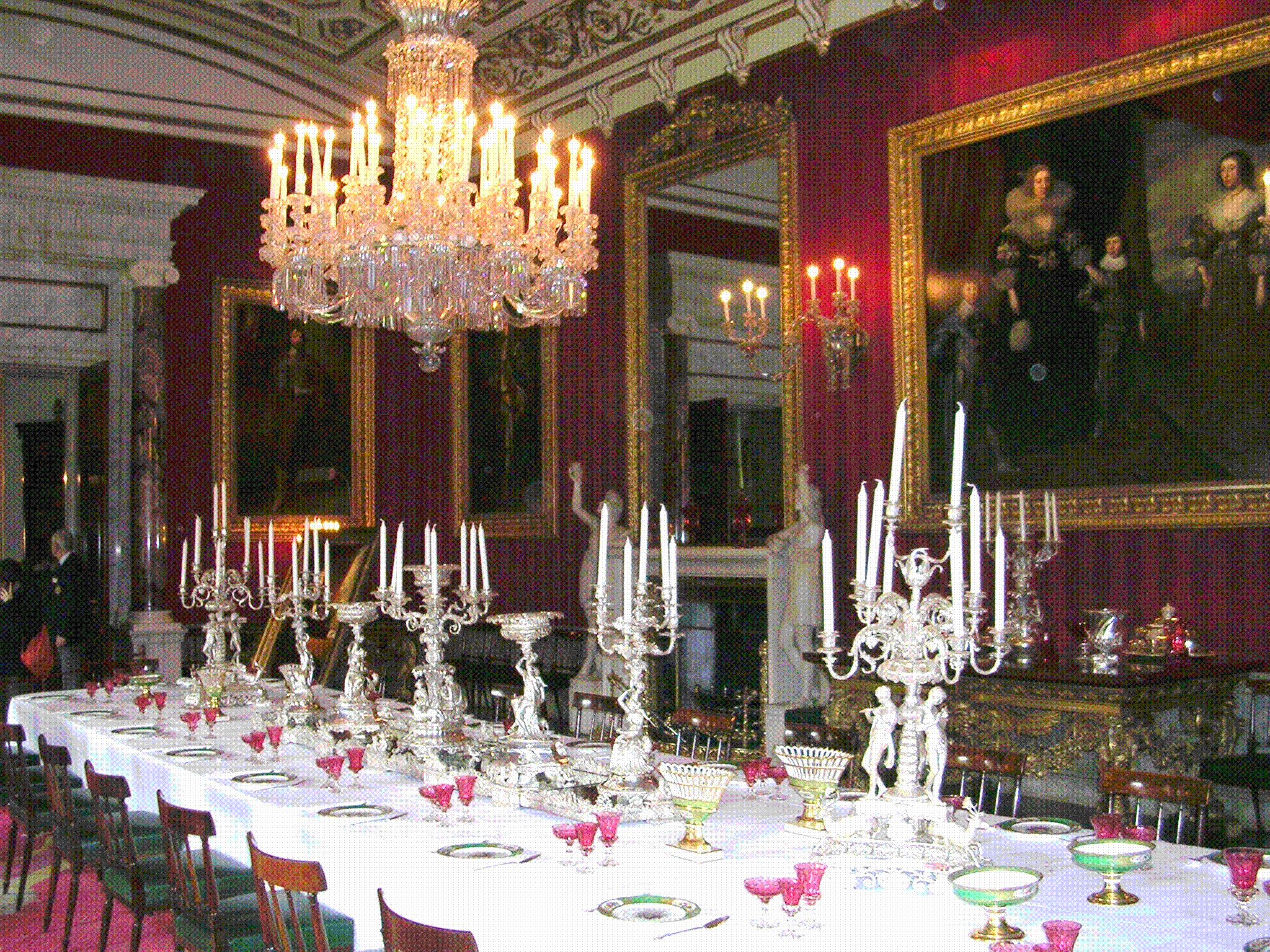
Großer Speisesaal, Chatsworth House, Derbyshire (1820–41)
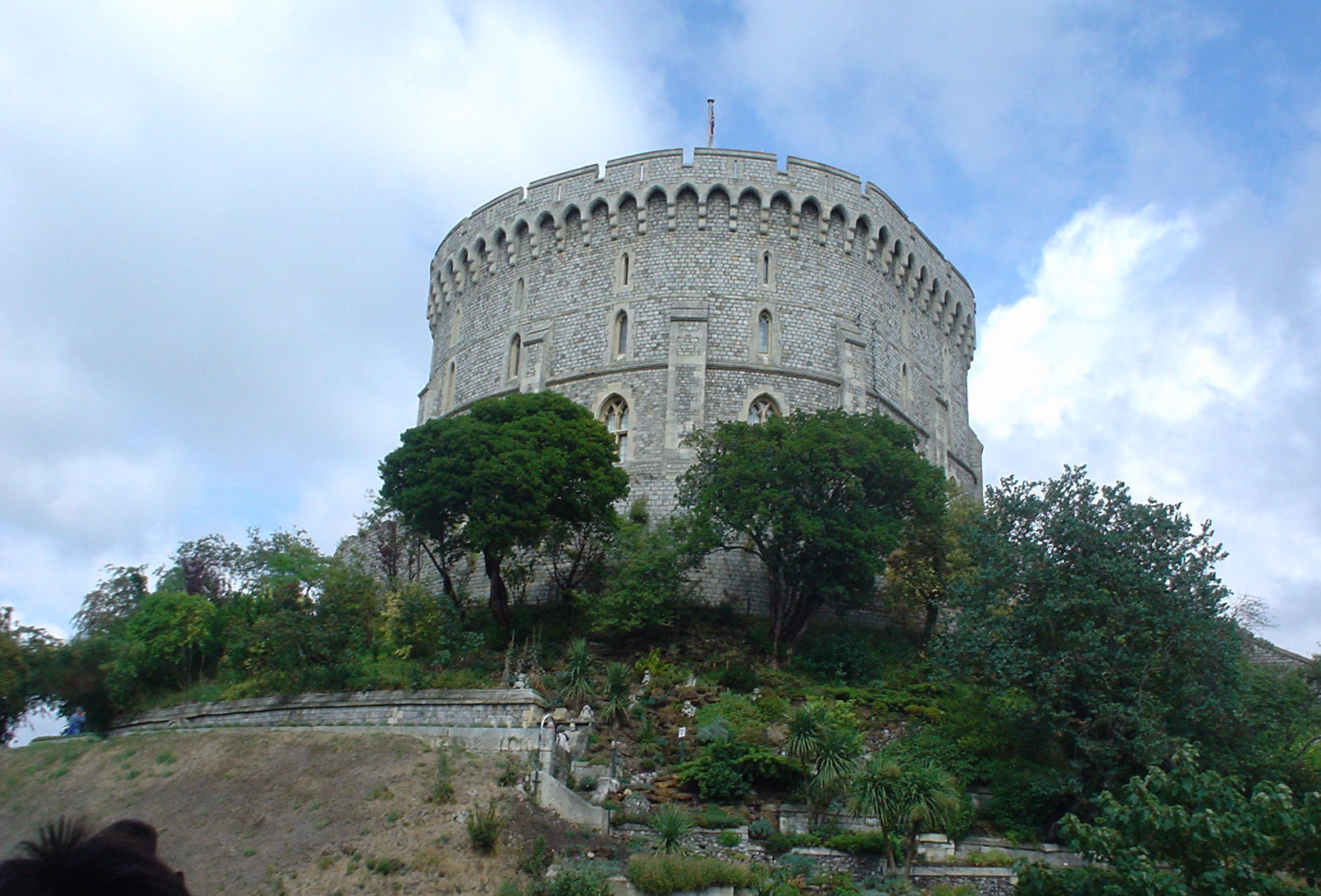
Rundturm, Windsor Castle, Berkshire, in der Höhe verdoppelt von Wyatville, (1824-1840)
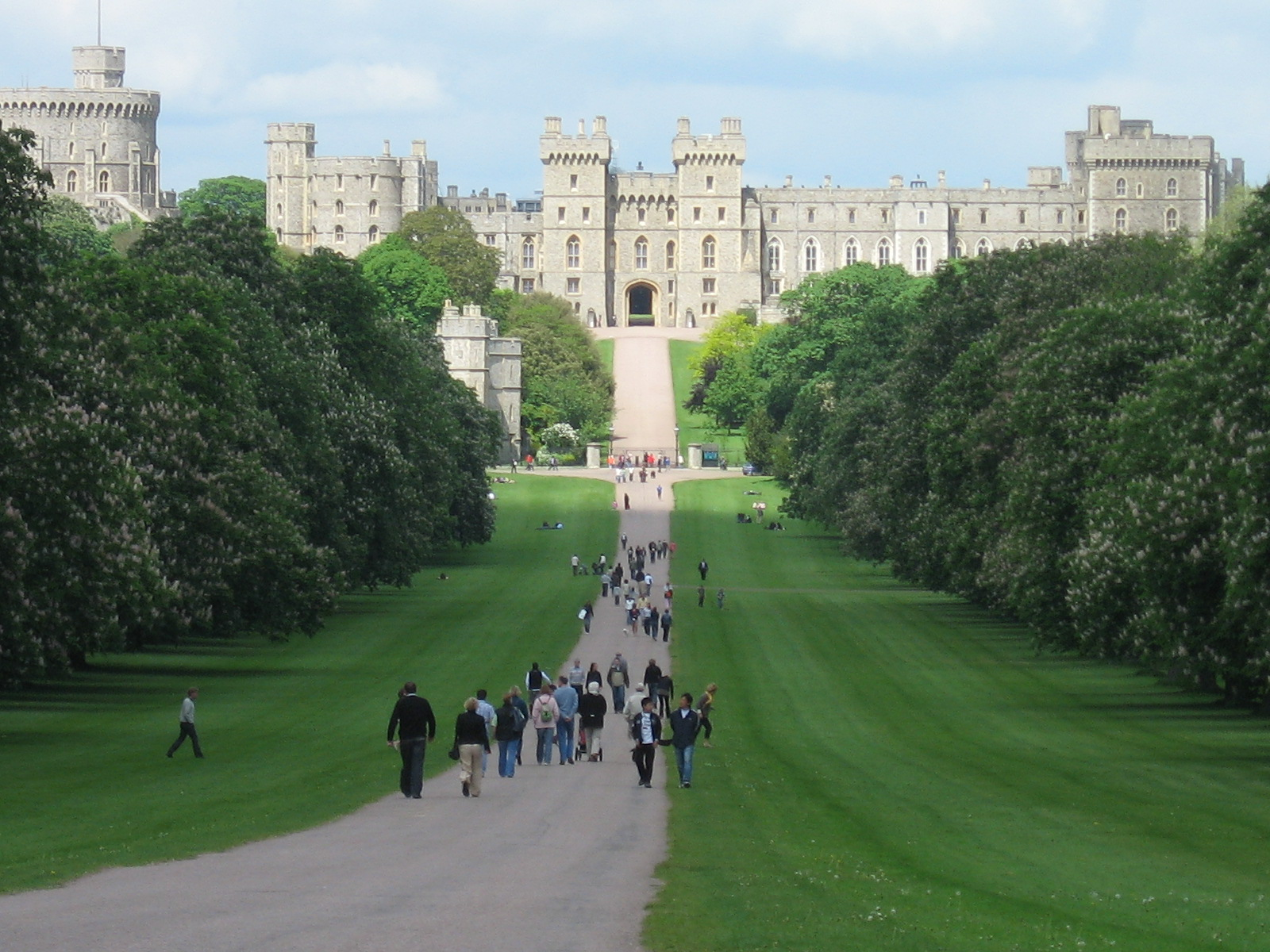
Südfassade inklusive der König George IV Toreinfahrt, Windsor Castle, Berkshire, wieder aufgebaut durch Wyatville (1824-1840)
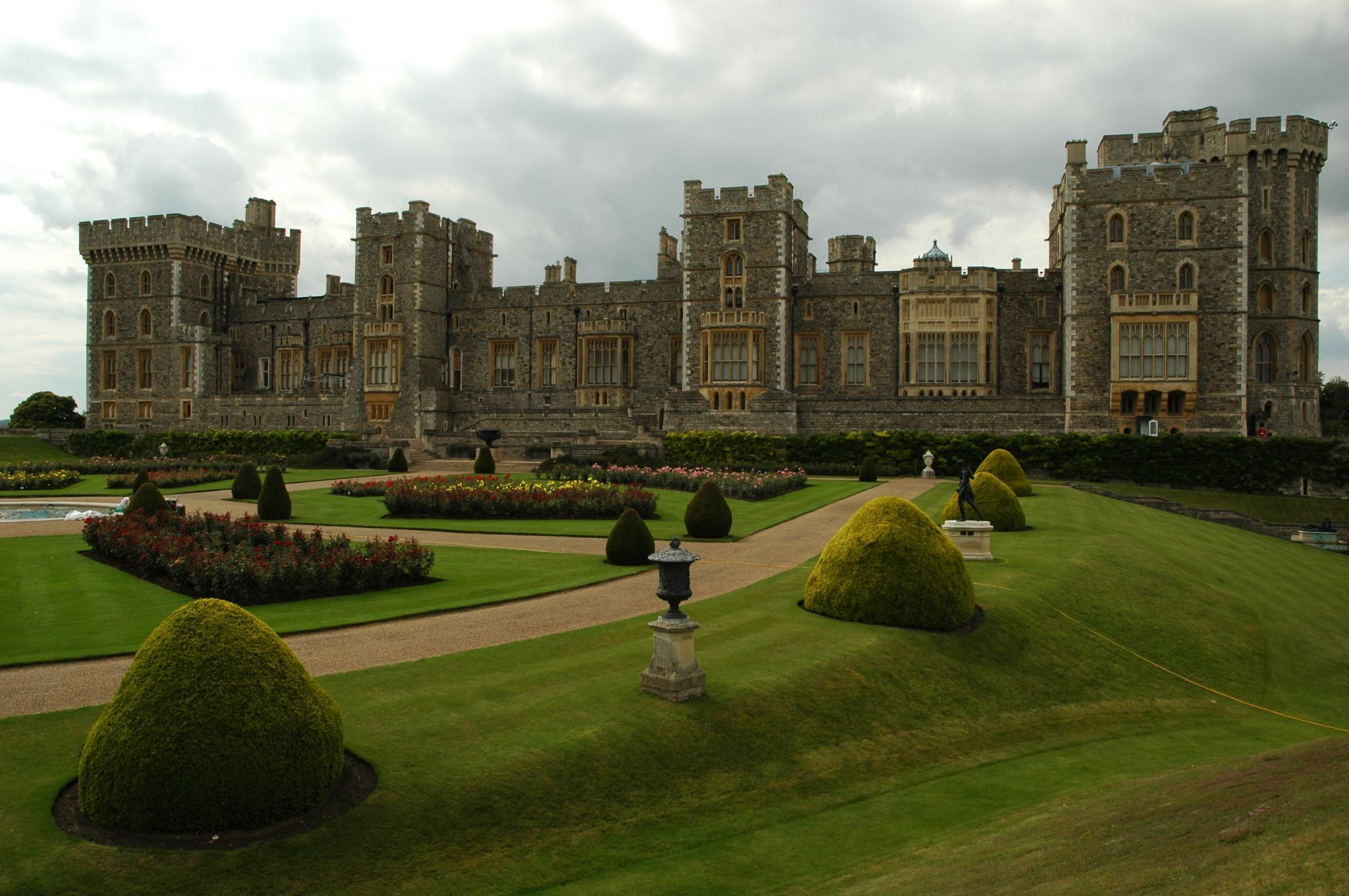
Ostfassade, Windsor Castle, Berkshire, wiederaufgebaut durch Wyatville (1824-1840)
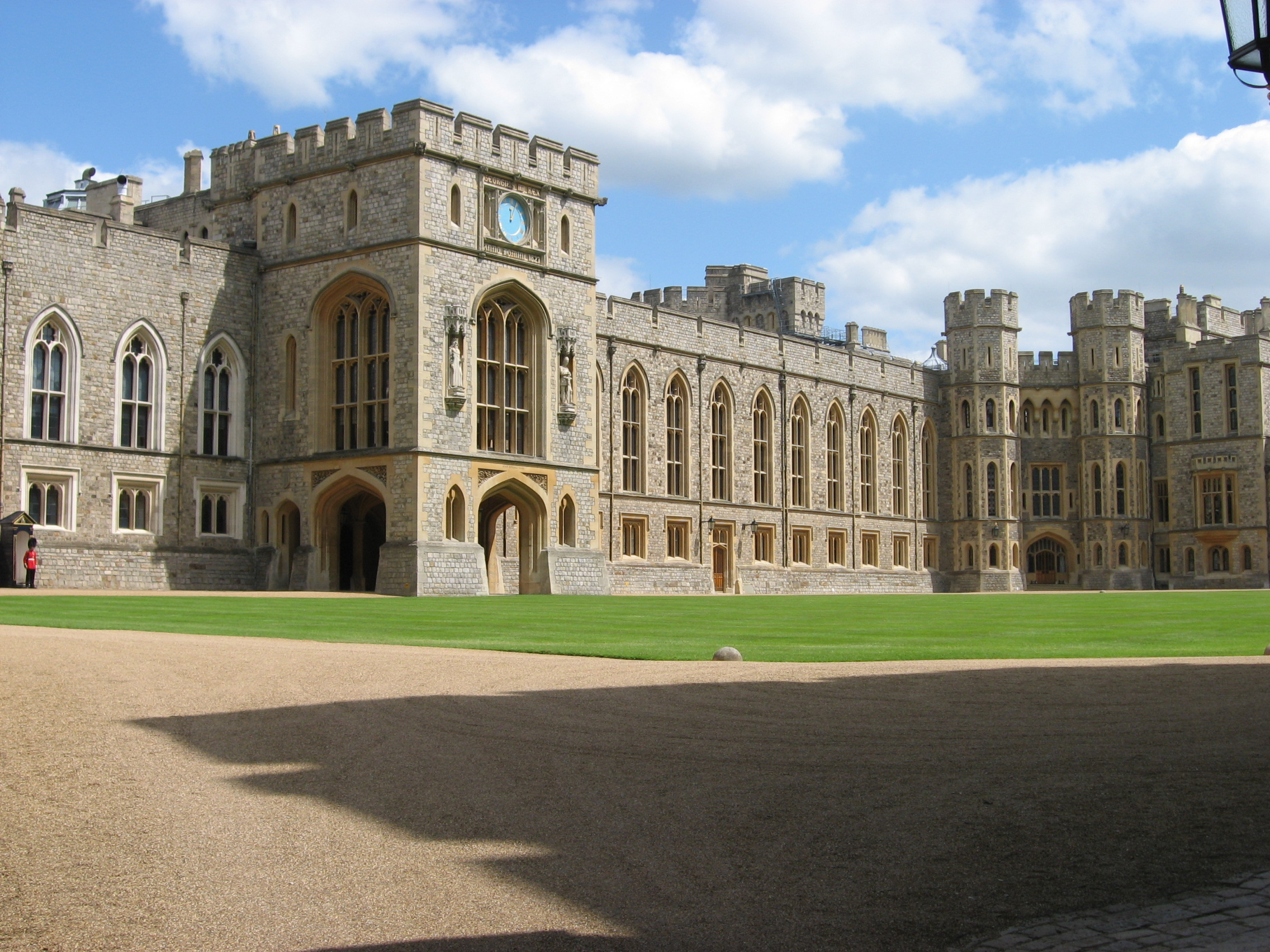
Oberer Trakt, Windsor Castle, Berkshire, wiederaufgebaut von Wyatville (1824-1840)
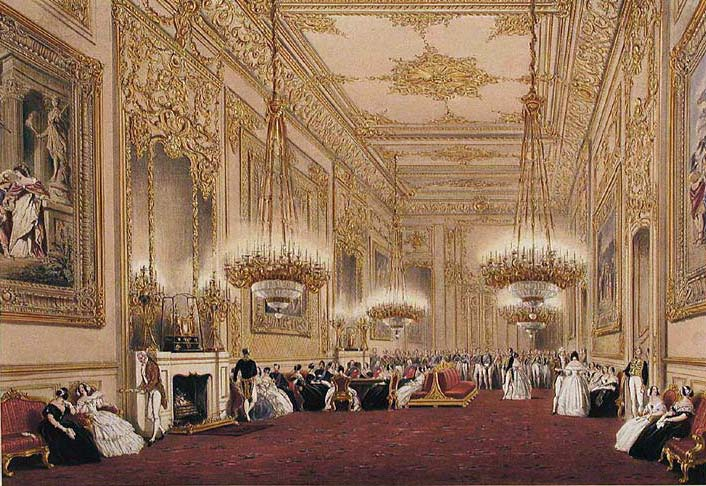
staatliches Empfangszimmer, Windsor Castle, wie es Wyatville (1824-1840) umbaute
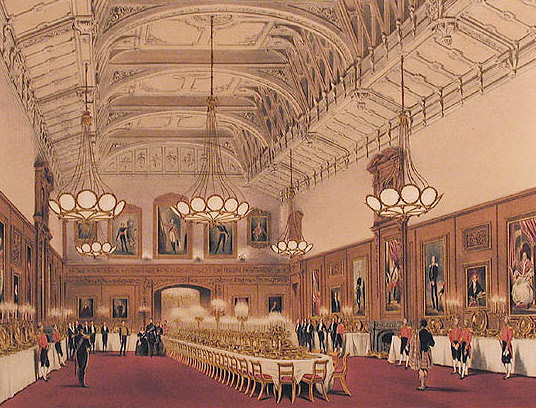
Waterloo chamber, Windsor Castle, enworfen von Wyatville (1824-1840)
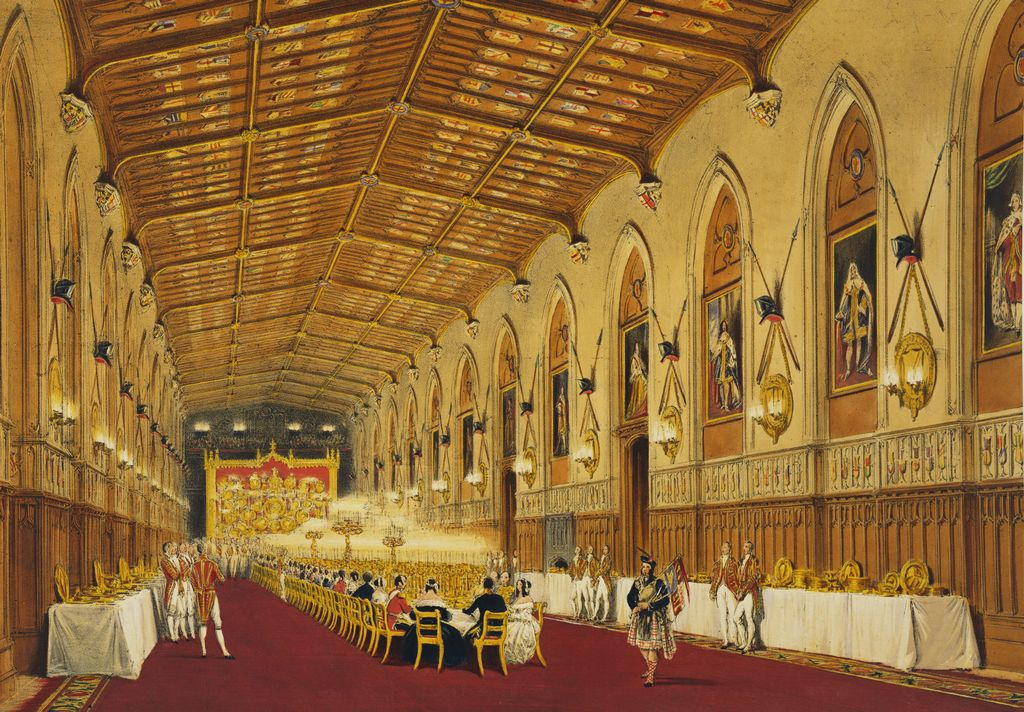
St. George's Hall, Windsor Castle, entworfen von Wyatville (1824-1840) (beschädigt  in 1992 durch ein Feuer und teilweise wiederaufgebaut)
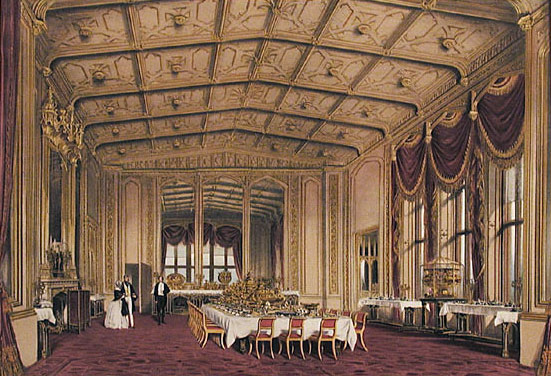
Dining Room, Windsor Castle, entworfen durch Wyatville (1824-1840)
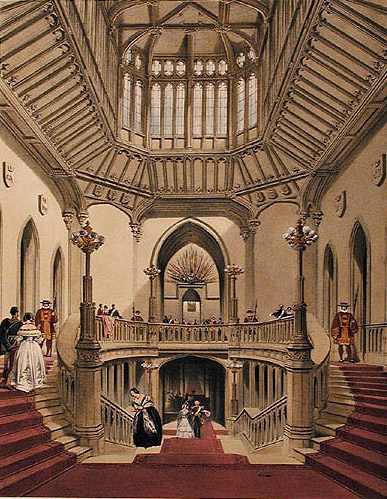
Großes Treppenhaus, Windsor Castle, entworfen von Wyatville (1824-1840) später wiederaufgebaut durch Anthony Salvin
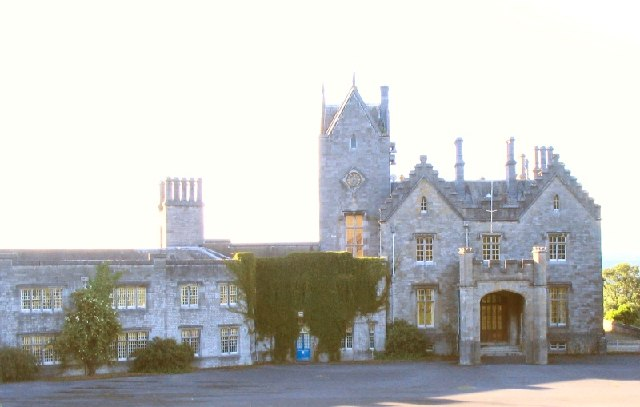
Golden Grove, (Gelli Aur) (1826–31)
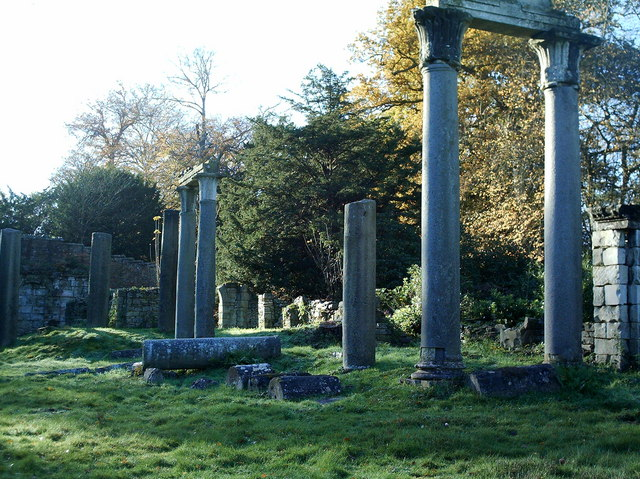
Ruinen in Virginia Water, 'Tempel des Augustus' (1826)
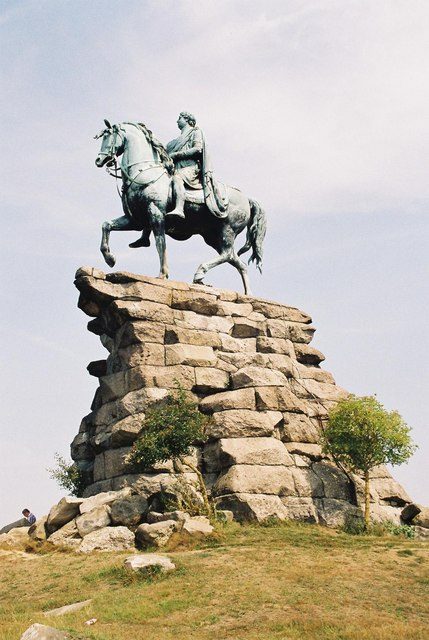
Sockel der Statue für das Georg III.- Denkmal,  Snow Hill, Windsor Great Park (1829)
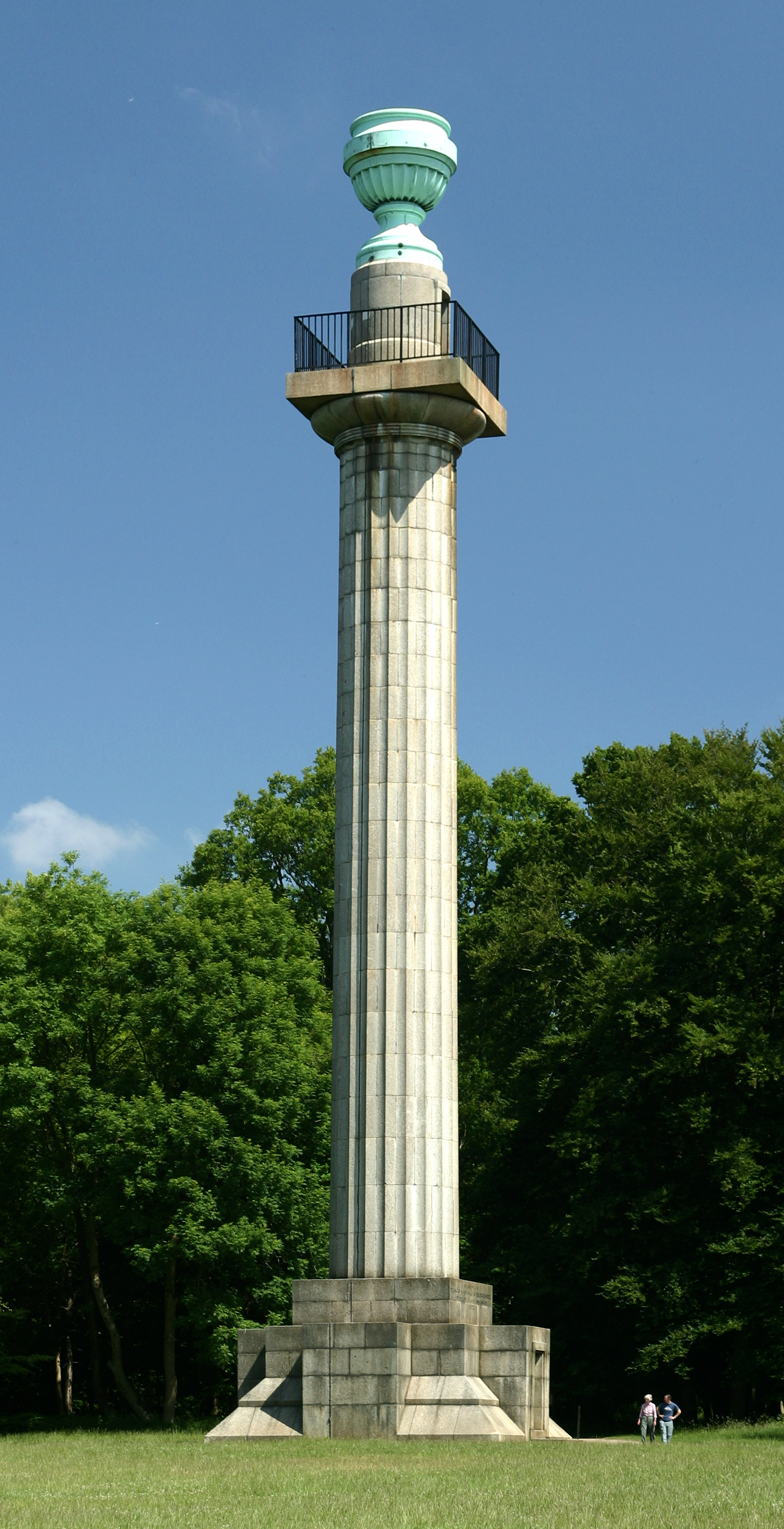
Bridgewater Monument, Ashridge, Hertfordshire (1831–32)
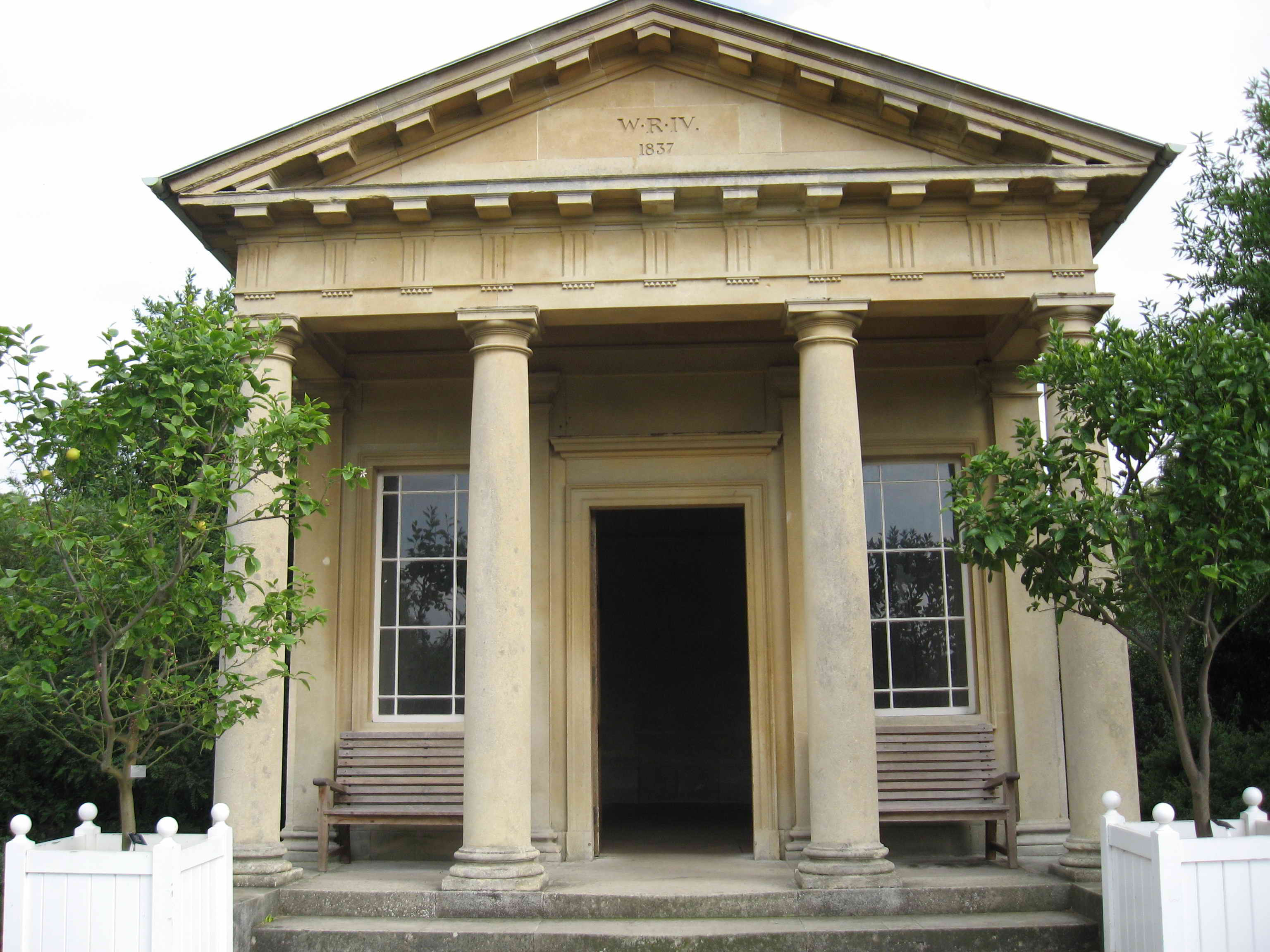
König William IV. Temple, Kew Gardens, London (1837)

## Bibliographie
- Derek Linstrum Sir Jeffry Wyatville: Architect to the King (1973), ISBN 978-0-19-817190-4

## Weiterführende Links
- UK Gardens dBase
- Nachruf im Gentlemen's Magazine Mai 1840